# Heliotropium laxum
Heliotropium laxum är en strävbladig växtart som beskrevs av Mats Thulin. Heliotropium laxum ingår i Heliotropsläktet som ingår i familjen strävbladiga växter. Inga underarter finns listade i Catalogue of Life.